# Karl von Lützow
Karl Friedrich Arnold von Lützow, född den 23 december 1832 i Göttingen, död den 22 april 1897 i Wien, var en tysk konsthistoriker.
von Lützow, som 1864 blev professor i arkitekturens historia vid tekniska högskolan i Wien, utgav bland annat Münchener Antiken (1861–1869), Die Meisterwerke der Kirchenbaukunst (1862; 2:a upplagan 1871) och Die Kunstschätze Italiens (1882–1884) samt uppsatte 1866 "Zeitschrift für bildende Kunst", som han redigerade till sin död.